# Chronologie du pays de Galles
Cette chronologie du pays de Galles présente les principales dates de son histoire et de l'histoire des peuples qui l'ont habité. 

Drapeau du pays de Galles (officiel depuis 1959).

## Protohistoire et Antiquité

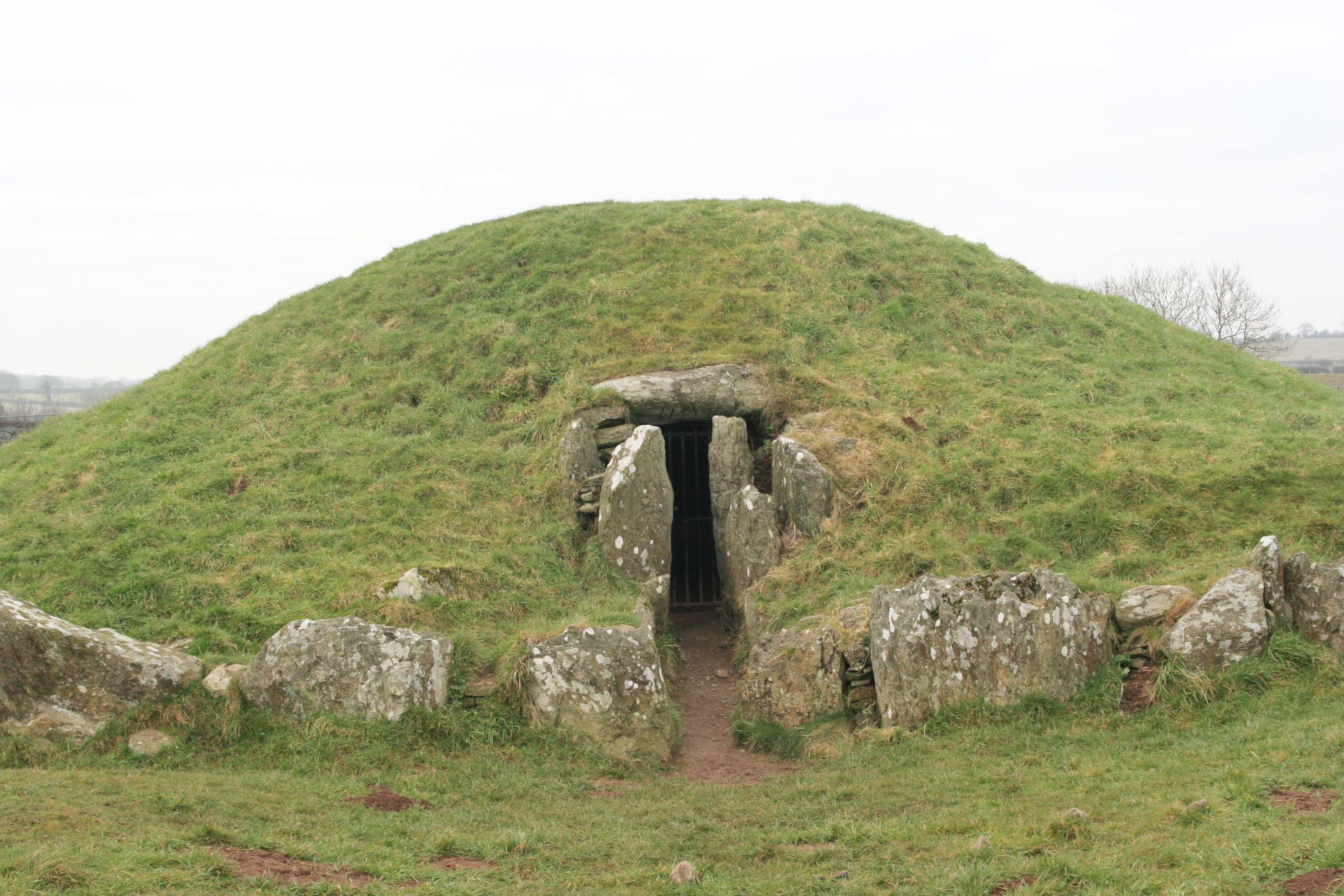
Bryn Celli Ddu (Môn)

- -10000 : premières traces archéologiques de vie humaine
- vers -3000 : arrivée des peuples indo-européens dans les îles britanniques (Proto-Celtes)
- VIe siècle av. J.-C. : présence attestée des Celtes dans l'île de Bretagne ; quatre grands peuples de langue brittonique se partagent le territoire de l'actuel Pays de Galles : les Silures au sud-est, les Demetae à l'ouest, les Ordovices au centre et les Deceangli et Venedotae au nord-ouest ; Môn (Anglesey) devient un important centre druidique
- vers -75 : Installation de populations belges
- -54 : première incursion de Jules César dans l'île de Bretagne, en expédition punitive contre les Belges qui ont aidé des tribus du continent (la conquête proprement dite n'interviendra qu'au siècle suivant)
- 43 apr. J.-C. : Débarquement de 4 légions et début de la conquête romaine
- 47 : Ostorius Scapula atteint le pays de Galles mais la conquête va prendre une trentaine d'années
- 51 : défaite de Caratacos après une dure résistance dans le sud ; il se réfugie chez Cartimandua, la reine des Brigantes, mais celle-ci le trahi et le livre aux Romains
- 61 : massacre des druides sur l'île d'Anglesey par les troupes de Suetonius Paulinus (selon les Annales de Tacite)
- 74-75 : Conquête du sud du pays de Galles par Julius Frontinus
- 78-84 : Conquête totale par Julius Agricola
- IVe siècle-VIIe siècle : Le pays de Galles est évangélisé par des moines venus d'Irlande
- 367 : attaques des Pictes et des Scots au sud du mur d'Hadrien
- 383 : Maxime et ses légions quittent l'île de Bretagne et rentre en Gaule
- 400 : le chef breton Cunedda s'installe dans la région avec ses fils où ils fondent des royaumes : Gwynedd, Rhôs, Ceredigion, Meirionydd, Dunoding, Dogfeiling, Rhufoniog, Edeyrnion, Afflogion et Osfeilion
- 401 : départ massif des légions romaines sous le commandement de Stilicon pour rejoindre l'Italie
- 410 : date mythique du départ des dernières troupes romaines de l'île de Bretagne

## Les Cymry
- 420-500 : dates approximatives du règne d’Einion Yrth ap Cunedda sur le Gwynedd
- vers 430 : Vortigern fait appel aux mercenaires saxons de Hengist et Horsa
- courant du Ve siècle : Installation d'Irlandais dans les régions de Lleyn et Dyfed (inscriptions ogamiques). Développement du christianisme
- 460-500 : dates probables du règne de Einion Yrth ap Cunedda sur le Gwynedd
- vers 500 : bataille mythique du Mont Badon, victoire du roi Arthur sur les Saxons
- vers 500-534 : règne du roi Cadwallon Lawhir ap Einion sur le Gwynedd
- VIe siècle : installation des Saxons qui fondent quatre royaumes au sud de l'île : l'Essex, le Sussex, le Wessex et le Middlesex
- 515-589 : dates probables de la vie de saint David (Dewi Sant), patron du pays de Galles
- vers 516 : date légendaire du couronnement du mythique roi Arthur à Caerleon
- 534 : assassinat du roi Cadwallon Lawhir ap Einion, probablement par son fils
- 577 : bataille de Deorham (ou Dyrham dans le Gloucestershire), victoire des Anglo-Saxons sur les Bretons qui se trouvent coupés de ceux de Cornouailles et du Devon
- 586-599 : dates probables du règne de Beli ap Rhun sur le  Gwynedd
- vers 589 : mort de saint David, sa canonisation aura lieu en 1120
- 599-613 : dates probables du règne de Iago ap Beli sur le Gwynedd
- VIIe siècle : les Bretons de l'ouest se donnent le nom de Combroges ou Cymry, mot qui signifie « compatriotes »
- 615-625 ? : règne de Cadfan ab Iago sur le Gwynedd
- 616 : Victoire des Saxons à Chester
- 625-634 : règne de Cadwallon ap Cadfan sur le royaume de Gwynedd
- 634-655 : règne de Cadafael Cadomedd ap Cynfeddw sur le royaume de Gwynedd
- 655-682 : dates probables du règne de Cadwaladr sur le Gwynedd
- 655 : Bataille de Windwaed Field : victoire des Saxons, les Bretons sont coupés des populations celtes du nord
- 720-754 : Dates probables du règne de Rhodri Molwynog ap Idwal sur le royaume de Gwynedd
- 754-798 : règne de Caradog ap Meirion sur le Gwynedd
- 757-796 : règne d'Offa, roi de Mercie
- 768 : l'Église celtique adopte les principes de Rome

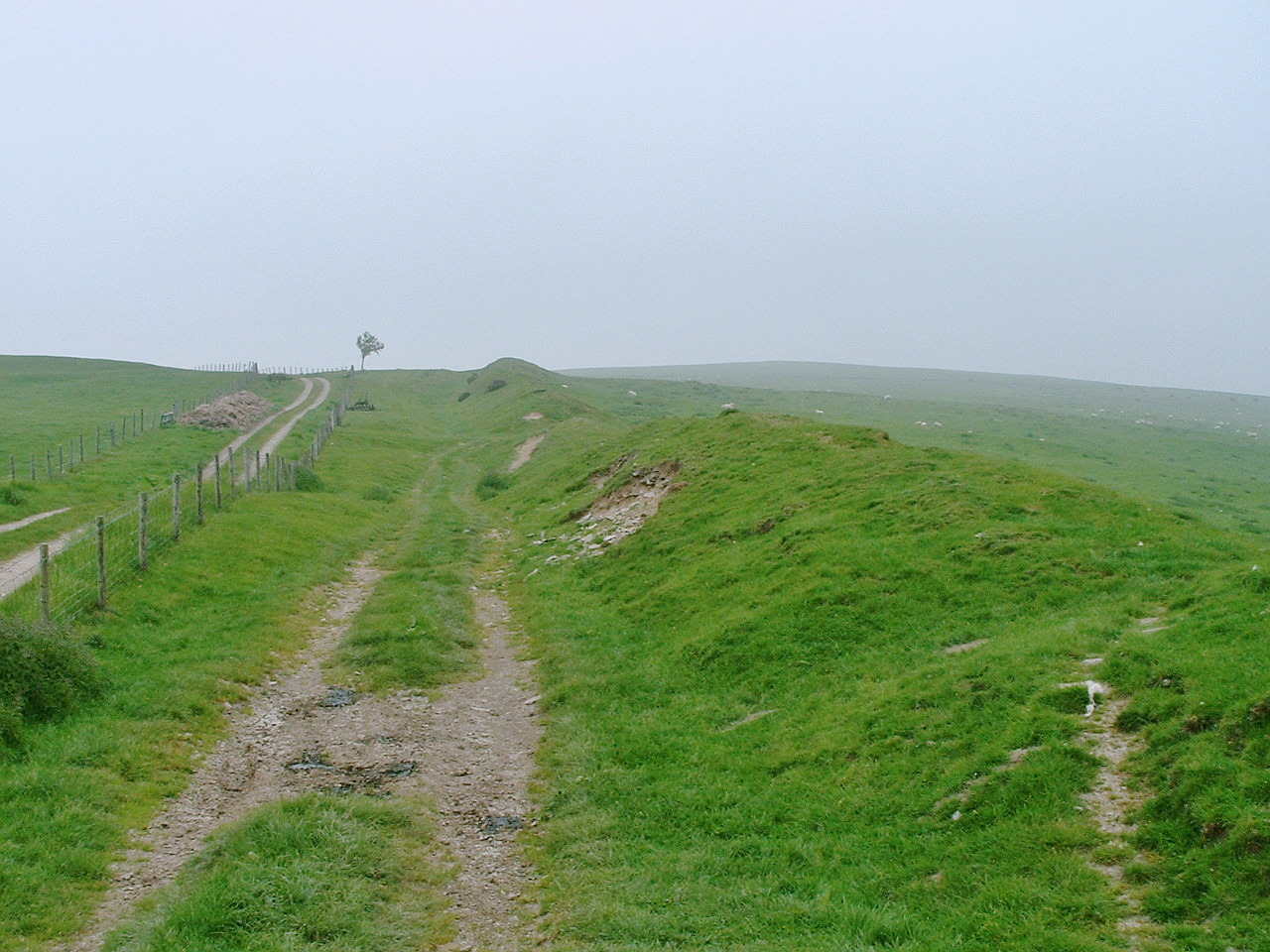
Offa's Dyke

- vers 784 : construction du mur d'Offa (Offa's Dyke, Clawdd en gallois), il s'agit d'un mur en terre battue érigé à côté d'un fossé
- 798-814 : dates probables du règne de Cynan Dindaethwy ap Rhodri sur le Gwynedd
- 802 : Egbert, roi du Wessex, unifie la Grande-Bretagne
- 814-825 : dates probables du règne de Hywel ap Rhodri Molwynog sur le Gwynedd
- 816 : concile de Chelsea, interdiction est faite aux moines irlandais de prêcher en Angleterre
- 844-878 : Règne de Rhodri Mawr (Rhodri le Grand) sur le  Gwynedd, le Powys et le Seisyllwg
- vers 850 : premières attaques des Vikings (Norvégiens et Danois), les monastères de Pennon, Clynnog, Llanilltud, etc. sont mis à sac
- 854 : Cyngen, roi du Powys effectue un pèlerinage à Rome
- 856 : Rhodri Mawr anéantit les Vikings de Horm au large d'Anglesey
- 878 : Rhodri Mawr est tué lors d'une bataille contre les Anglo-Saxons
- 878-916 : règne de Anarawd ap Rhodri sur le Gynedd
- 916-950 : règne de Hywel Dda (Hywel le Bon) sur une grande partie du pays de Galles, le Deheubarth (soit le Gwynedd et le Powys), il est l'auteur d'un Code de Lois en gallois et en latin
- 928 : le roi Hywel se rend en pèlerinage à Rome
- 950-979 : Règne de Iago ab Idwal sur le Gwynedd
- 979-985 : Règne de Hywel ab Ieuaf sur le Gwynedd
- 985-986 : Règne de Cadwallon ab Ieuaf sur le Gwynedd
- 986-999 : Règne de Maredudd ab Owain
- 999-1005 ? : dates probables du règne de Cynan ap Hywel sur le Gwynedd et le Deheubarth
- fin du Xe siècle : recrudescence d'attaques Viking contre les monastères et les églises
- 1005 ?-1018 : règne de Aeddan ap Blegywryd sur le Gwynedd
- 1023-1039 : règne de Iago ab Idwal ap Meurig sur le Gwynedd
- 1039-1063 : Gruffydd ap Llywelyn devient, en 25 ans, le maître du pays de Galles et au-delà du mur d'Offa, il meurt assassiné
- 1066 : Bataille d'Hastings, Guillaume de Normandie devient roi d'Angleterre, début de la conquête normande
- 1090-1155 : vie de Geoffroy de Monmouth

## Les Normands et les Anglais
- 1099-1135 : conquête d'une partie du pays de Galles par Henri Ier Beauclerc (1068-1135), fils de Guillaume le Conquérant
- 1100-1137 : règne de Gruffydd ap Rhys, prince de Deheubarth
- vers 1108 : Henri Ier Beauclerc installe une colonie de Flamands dans le sud du comté de Pembroke
- 1118-1135 : règne de Gruffydd ap Cynan, prince de Gwynedd
- 1135-1170 : règne de Owain Gwynedd, roi de Gwynedd, qui expulse les Normands du nord du pays
- 1137 : le pays est occupé à l'exception du Powys et du Gwynedd qui demeurent indépendants

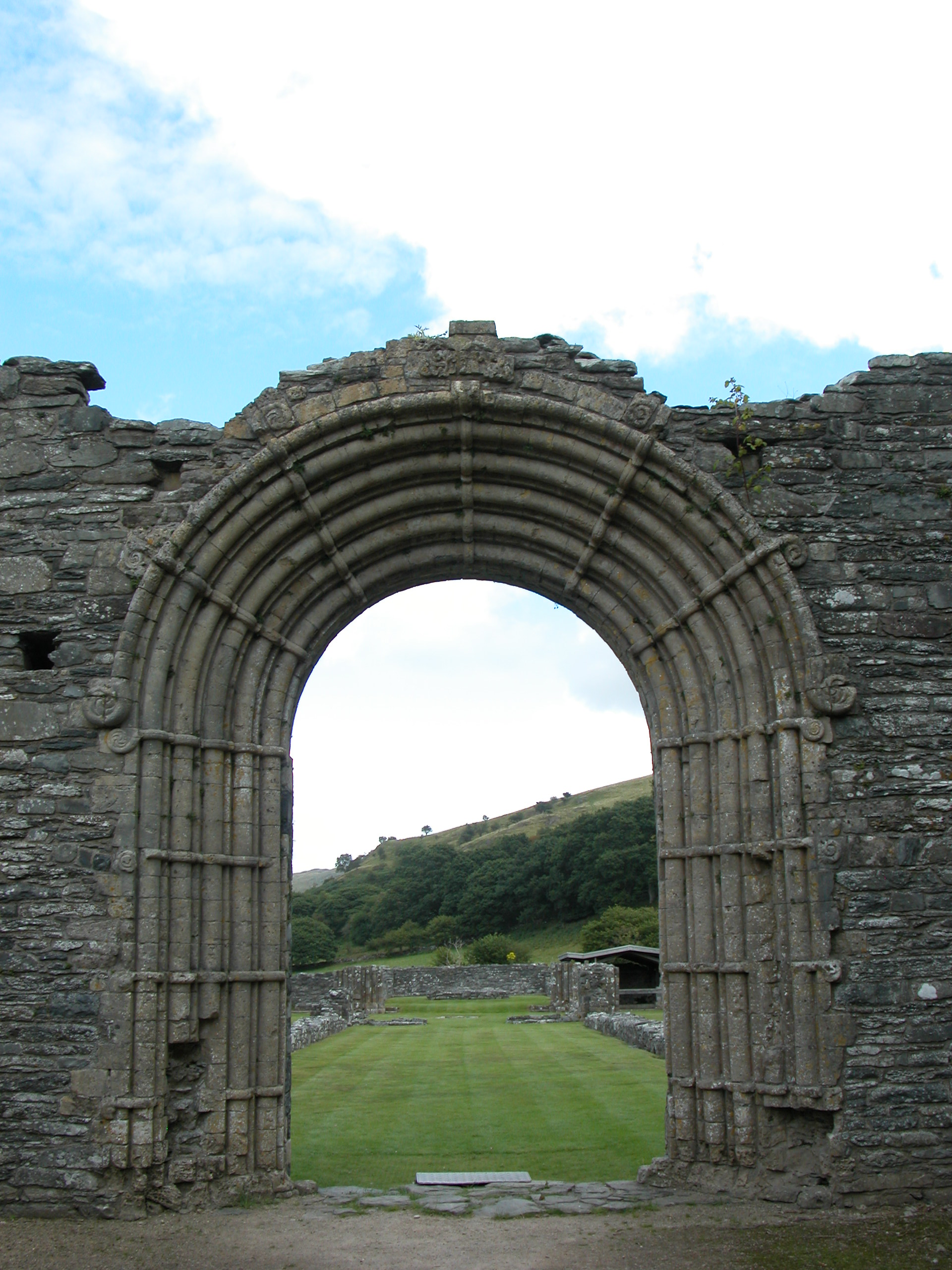
Ruines de l’abbaye de Strata Florida.

- 1144 : fondation par Robert Fitz Stephen de l'abbaye cistercienne de Strata Florida (Ystrad Fflur), appelée à devenir un centre religieux et culturel important ; d'autres ordres monastique participent à l'implantation et au développement de monastères
- 1171 : Henri II Plantagenêt s'allie à Rhys ap Gruffydd qu'il nomme Grand justicier royal
- 1176 : à Noël, tenue au château de Cardigan du premier eisteddfod, organisé par Rhys ap Gruffudd
- 1196-1240 : règne de Llywelyn ap Iorwerth (Llywelyn le Grand), gendre de Jean sans Terre, qui étend son autorité sur le Powys et le Deheubarth et s'impose aux seigneurs normands. De cette époque date la séparation entre la Pura Wallia (composée du Gwynedd, du Powys et du Deheubarth) et la Marchia Wallie contrôlée par les Normands, cette délimitation perdure jusqu'en 1536 (Union Act)
- 1246-1282 : Règne de Llywelyn ap Gruffydd
- 1267 : traité de Montgomery, Henri III reconnaît officiellement Llywelyn Ap Gruffydd, prince de Galles (Princeps Wallie), il règne sur le Gwynedd, le Powys et le Deheubarth. Il est surnommé Llywelyn ein Llyw Olaf (le dernier chef)
- 1272-1307 : Règne d'Édouard Ier d'Angleterre
- 1277 : traité d'Aberconwy, Llywelyn ap Gruffydd doit restituer à Édouard Ier d'Angleterre les territoires du Powys et du Deheubarth
- 1282 : mort de Llywelyn ap Gruffudd en bataille; commencement du conquête du pays par les Anglais
- 1284 : statut de Rhuddlan (Statutum Walliae) imposé par Edouard Ier, la réorganisation des possessions royales est l'occasion de s'approprier une partie du nord et de l'ouest du pays
- 1287 : révoltes contre les abus des Anglais rapidement réprimées, elles se reproduisent en 1294
- 1294-1296 : Soulèvement des Gallois contre les Anglais sous Madog ap Llywelyn et d'autres chefs
- 1301 : Édouard Ier donne à son fils, futur Édouard II, le titre de prince de Galles qui désigne toujours l'héritier de la couronne britannique
- 1316 : soulèvement de Llywelyn Bren réprimé par Hugh Le Despenser
- 1320-1380 : Vie du poète Dafydd ap Gwilym
- 1326 : Édouard II convoque, pour la première fois, des représentants gallois à un parlement anglais
- 1349 : première épidémie de peste noire au pays de Galles, elle resurgit à plusieurs reprises au XIVe siècle
- 1350 : rédaction du Livre Rouge de Hergest, une des sources des Mabinogion
- 1369-1377 : Owain Lawgoch tente une soulèvement contre les Anglais ; s'allie au roi de France, il est assassiné à Mortagne par un agent anglais
- 1380-1410 : rédaction du Livre Blanc de Rhydderch, une des sources des Mabinogion
- 1400-1415 : soulèvement d'Owain Glyndŵr, spolié de ses terres par le comte de Grey, le contentieux dégénère en mouvement national qui exprime le mécontentement général des Gallois. Pendant plus d'une dizaine d'années, il va s'opposer avec succès à l'Angleterre, aidé par la France et l'Écosse
- 1404 : Owain Glyndŵr se proclame prince de Galles. Il s'est imposé sur l'ensemble du pays dont il a fait de Harlech la capitale.
- 1405 : Une marche sur Worcester est un échec
- 1410 : Owain Glyndŵr doit s'enfuir et disparaît dans la région montagneuse de Snowdonia, il meurt vers 1416
- 1455-1485 : Guerre des Deux-Roses qui  oppose les maisons de Lancastre et d'York, (toutes deux issues des Plantagenêt - le pays de Galles est favorable aux Lancastre dont l’emblème est une rose rouge, alors que les Marches sont pour les York, symbolisés par une rose blanche)
- 1471 : création du Conseil du prince de Galles
- 1485 : Henri Tudor, natif de Pembroke, marche sur Bosworth où il remporte la bataille de Bosworth sur Richard III, il devient roi d'Angleterre fondant la dynastie des Tudors
- 1485-1509 : règne de Henri VII d'Angleterre
- 1500 : la population du pays de Galles est estimée à 280 000 habitants[1]
- 1509-1547 : Règne de Henri VIII pendant lequel le pays de Galles est annexé à l'Angleterre
- 1534 : Acte de suprématie, rédigé par Thomas Cromwell et promulgué par Henri VIII, le roi d'Angleterre est dorénavant le chef de l'Église en lieu et place du pape

## L'union à l'Angleterre
- 1536 : Union Act, Acte d'Union avec l'Angleterre confirmé en 1543, le droit anglais s'impose au pays de Galles qui est divisé en 13 comtés (subdivisions qui vont perdurer jusqu'en 1974) les seigneuries des Marches sont supprimées ; introduction de la Réforme. L'Union permet aux Gallois d'avoir des représentants à Wesminster
- 1536-1539 : dissolution des ordres monastiques, fermeture des monastères et spoliations des biens ecclésiastiques au profit du roi et de quelques personnages
- 1542 : 27 députés représentent pour la première fois le pays de Galles à la Chambre des communes
- 1545-1604 : Vie de William Morgan, traducteur de la Bible en gallois
- 1546 : Y llyvyr hwnn (Dans ce vieux livre) est le premier livre imprimé (à Londres) en gallois
- 1556 : William Salesbury fait paraître A briefe and a playne introduction teaching how to pronounce the letters in a British tong (now com'enly called Welsh), un ouvrage destiné à enseigner la prononciation du gallois
- 1558-1603 : Règne de Élisabeth Ire
- 1563 : Act for the Translating of the Bible and the Divine Service into the Welsh Tongue, loi imposant la traduction de la Bible en gallois avant le 1er mars 1567
- 1567 : le Nouveau Testament est traduit en gallois. Impression à Milan de la première grammaire galloise élaborée par Gruffydd Robert (il s’agit d’une première partie, la suite paraîtra après 1584)
- 1570 : établissement de la première fonderie de cuivre à Tintern
- 1571 : fondation de Jesus College à Oxford
- 1584 : martyre de catholique Richard Gwyn (1537-1584), converti au catholicisme, il est emprisonné pendant 4 ans avant d’être martyrisé à Wrexham  - il est canonisé par Paul VI en 1970
- 1588 : parution de la Bible complète (Ancien et Nouveau Testament) en gallois, œuvre de William Morgan
- fin du XVIe siècle : Progression du puritanisme au pays de Galles, au détriment de l’anglicanisme dont il est issu
- 1606 : publication du Book of Homelies
- 1620 : publication du Y Beibl Bach (la Petite Bible) par l’évêque RichardParry et de docteur John Davies. Expédition du Mayflower vers le Nouveau Monde, parmi les Pilgrim Fathers, 5 sont Gallois
- 1621 : John Davies fait paraître Antiquae Linguae Britannicae Rudimenta (Rudiments of the Ancient British Language)
- 1632 : John Davies fait paraître Antiquae Linguae Britannicae Dictionarum Duplex (dictionnaire gallois-anglais et anglais-gallois)
- 1639 : fondation de la première église puritaine à Llanfaches
- 1641 : début des guerres civiles qui durent jusqu'en 1660
- 1648 : reddition du château de Pembroke aux Parlementaires, fin de la première guerre civile
- 1649 : exécution du roi Charles Ier, dictature de Cromwell
- 1650 : Act for the Propagation and Preaching of the Gospel in Wales - soixante trois écoles vont être créées ; la population est estimée à 370 000 habitants
- 1660-1685 : règne de Charles II, dynastie des Stuarts. Rétablissement du Conseil du pays de Galles
- 1662 : Acte d’Uniformité en faveur de la tolérance religieuse
- 1670 : la population du pays de Galles est estimée à 370 000 habitants
- 1673 : Test and Corporation Act (valable jusqu’en 1828) par lequel les fonctionnaires doivent prêter serment à l’église anglicane
- 1674 : fondation du Welsh Trust par Thomas Gouge, il s’agit d’une organisation charitable issue de l’Église anglicane, création de 87 charty schools l’année suivante
- 1681 : publication de Canwyll y Cymry (The Welshman’s candle : Le Flambeau gallois) qui est une introduction à la religion réformée. Cessation des activités du Welsh Trust
- 1689 : abolition du Conseil du pays de Galles
- 1699 : création par l’Église anglicande de la Society for Promoting Christian Knowledge
- 1701 : la population du pays de Galles est estimée à 413 000 habitants
- 1707 : publication par Edward Lhuyd de son Archaeologia Britannica
- 1719 : installation de la première imprimerie au pays de Galles
- vers 1737 : début des écoles itinérantes (circulating school) de Griffith Jones, en gallois
- 1743 : création de la Methodist Association par fusion des branches galloise et anglaise
- 1747-1826 : vie de Iolo Morganwg, de son vrai nom Edward Williams, il est l'un des fondateurs du néo-druidisme
- 1750 : la population du pays de Galles est estimée à 480 000 habitants
- 1755 : construction du pont de Pontypridd par William Edwards
- 1787-1868 : déportation en Australie de 2200 Gallois, dont 300 femmes
- 1793-1794 : creusement du canal de Merthyr à Cardiff
- 1793-1801 : Food riots, pendant 8 ans des émeutes de la faim éclatent un peu partout dans la région
- 1794 : construction des canaux de Glamorgan et de Crumlin
- 1796 : construction du canal de Pontypool
- 1798 : construction des canaux d’Ystalyfera et de Glyn Neath
- XIXe siècle : industrialisation du pays de Galles
- 1800 : Combination Acts, interdiction des associations ouvrières
- 1801 : le recensement de la population du pays de Galles fait état de 588 000 habitants. Développement des industries métallurgiques
- 1811 : l’Église méthodiste presbytérienne se sépare de l'Église anglicane. La population du pays de Galles est estimée à 673 000 habitants
- 1812 : construction des canaux de Brecon et d’Aberdare
- 1814 : édition du premier journal en langue galloise par Joseph Harris – le Seren Gomer paraît jusqu'en 1983.
- 1819 : construction des canaux de Monmouthshire et d’Ellesmere. Une colonie de Gallois s'installe à Cardigan, Nouveau-Brunswick (Canada)
- 1820 : émigration vers l’Afrique du Sud
- 1822 : création du St David's College à Lampeter
- 1827 : achèvement du pont suspendu qui enjambe le détroit de Menai
- 1828 : abrogation du Test and Corporation Act
- 1830 : les Courts of Great Sessions, dernières juridictions galloises, sont supprimées
- 1831 : soulèvement des ouvriers à Merthyr Tydfil (salaires et conditions de travail), la répression armée fait une vingtaine de morts et plusieurs dizaines de blessés ;la population est estimée à 904 000 habitants
- 1832 : première réforme électorale, le nombre des députés gallois passe à 32
- 1832-1834 : les Scotch Cattle agissent dans le sud du pays, il s’agit d’ouvriers qui privilégient l’action violente contre les mauvais patrons, leur emblème est une tête de taureau

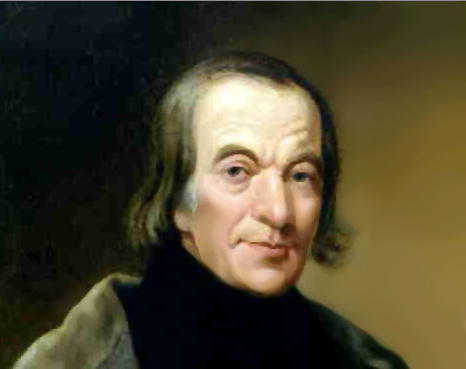
Robert Owen

- 1834 : création de The Grand National Consolidated Trades Union (Grand syndicat national unifié) , par Robert Owen, qui n’a qu’une existence éphémère. Le The Poor Law Amendment Act (loi sur les pauvres) accroît le mécontentement de la population
- 1836 : fondation à Londres et à Carmarthen de la Working Men’s Association (Association des Travailleurs)
- 1838 : Lady Guest fait publier les Mabinogion en anglais
- 1838-1850 : Mouvement chartiste : une « Charte du Peuple » est publiée qui réclame le suffrage universel (pour les hommes), le changement annuel des parlementaires
- 1839 : Soulèvement chartiste à Llanidloes et à Newport pour la démocratisation des institutions, la troupe ouvre le feu sur les manifestants, nombreuses victimes
- 1839-1842 : Émeutes Rebecca contre les péages et la dîme ecclésiastique
- 1840 : création du premier syndicat ouvrier (trade union)
- 1841 : construction du chemin de fer de la vallée de la Taff
- 1842 : interdiction du travail des femmes et des enfants de moins de 10 ans, dans les mines
- 1846 : grande famine
- 1847 : publication des Blue Book sur l'enseignement, défavorables à l’enseignement du gallois. Construction du chemin de fer de la vallée d’Amman
- 1849 : construction de la ligne de chemin de fer de Holyhead à Chester
- 1850 : émigration vers le Brésil. Construction du premier pont tubulaire en Europe sur le détroit de Menai, il est conçu par Robert Stephenson
- 1851 : la population est estimée à plus de 1 160 000 habitants
- 1854 : construction de la ligne de chemin de fer de Haverfordwest à Gloucester
- 1856 : composition du Hen Wlad fy Nhadau (« Terre de mes pères ») par Evans et James James, qui devient l’hymne national gallois à l’eisteddfor de Bangor en 1874[2]
- 1865 : une expédition de 153 Gallois, emmenée par Michael D. Jones s’installe à l'emplacement de l’actuelle ville de Rawson dans la province de Chubut en Patagonie, au pied de la cordillère des Andes et y fondent la colonie de Y Wladfa. L'Everest est baptisé du nom de sir George Everest, originaire de Gwernvale (Powys), Surveyor-General of India
- 1870 : émigration vers le Canada, les États-Unis et l’Australie
- 1871 : Trade Union Act (loi sur les syndicats), reconnaissance officielle de l’existence de syndicats ouvriers ; La population est estimée à plus de 1 400 000 habitants
- 1872 : ouverture du Collège Universitaire d’Aberystwyth
- 1875 : les services d'immigration américains reconnaissent la nationalité galloise
- 1877 : création d'une chaire d'études celtiques à l'université d'Oxford dont John Rhys en est le premier titulaire
- 1881 : création de la Welsh Rugby Union et de la Royal Cambrian Academy à Conwy. Welsh Sunday Closing Act : législation particulière sur la fermeture des pubs le dimanche
- 1883 : ouverture du Collège Universitaire de Cardiff. Sir Samuel Griffith, natif de Merthyr Tydfil, devient Premier ministre du Queensland (Australie)
- 1891 : la population est estimée à plus de 1 700 000 habitants
- 1884 : ouverture du Collège Universitaire de Bangor
- 1886 : fondation du mouvement nationaliste Cymru Fydd
- 1893 : création de l'Université du pays de Galles, qui réunit les trois collèges universitaires de Aberystwyth, Cardiff et Bangor
- 1900 : création du Celtic Congress à Dublin. Keir Hadie, représentant de Merthyr Tydfil, est le premier député travailliste de Grande-Bretagne
- 1901 : la population est estimée à plus de 2 000 000 habitants (dont 49,9 % de locuteurs gallois)
- 1906 : création de The Welsh Folk Song Society à Llangollen
- 1907 : chartes royales créant la Bibliothèque nationale à Aberystwyth et le Musée national du pays de Galles à Cardiff
- 1909 : adoption de la journée de travail de 8 heures
- 1911 : instauration officielle de la cérémonie qui intronise le prince de Galles ; la population est estimée à plus de 2 400 000 habitants (dont 43,5 % de locuteurs gallois)
- 1912 : adoption d’un salaire minimum garanti
- 1913 : le 14 octobre la catastrophe minière de Senghenydd (en) fait 439 mort dans la mine de Senghenydd (Glamorgan)
- 1914 : loi de désofficialisation de l'Église anglicane (instaurée par Henri VIII), une nouvelle Église est créée : la Church in Wales qui a son propre archevêché
- 1914-1918 : Première Guerre mondiale 35 000 Gallois y trouvent la mort
- 1916 : David Lloyd George est le premier Gallois à devenir le Premier ministre de Grande-Bretagne.
- 1918 : le programme électoral du parti travailliste propose un Home Rule pour le pays de Galles ; création de The Welsh National Council of Music
- 1919 : création du Welsh Board of Health
- 1921 : la population est estimée à plus de 2 600 000 habitants (dont 37,2 % de locuteurs gallois)
- 1922 : création de Urdd Gobraith Cymru (The Welsh League of Youth)
- 1925 : fondation de Plaid Genedlaethol Cymru, qui deviendra le Plaid Cymru en 1945
- 1928 : création du BBC Welch Orchestra
- 1929 : le mineur Aneurin Bevan (1897-1960) est élu député travailliste d'Ebbw Vale, il le reste jusqu'à sa mort ; Megan Lloyd George, représente Anglesey à Westminster
- 1936 : incendie d’une base de la Royal Air Force à Penrhos (péninsule du Lleyn) par 3 dirigeants du Plaid Cymru, à l’occasion de l’anniversaire de l’Union Act
- 1937 : la BBC créée la Welsh Region ; création de The Contemporary Art Society of Wales
- 1939-1945 : Seconde Guerre mondiale, 20 000 Gallois y laissent la vie. Des centaines de milliers d'Anglais trouvent refuge au pays de Galles. Au début de la guerre, le Plaid Cymru proclame sa neutralité dans le conflit
- 1941 : bombardements allemands sur le sud du pays de Galles, notamment Cardiff et Swansea, dont le centre-ville est détruit. Création de Undeb Cymru Fydd (New Wales Union) en faveur de la langue galloise
- 1945 : Le travailliste Aneurin Bevan est ministre de la santé du gouvernement de Clement Richard Attlee jusqu'en 1951, il est à l'origine du National Health Service. Le Plaid Genedlaethol Cymru devient le Plaid Cymru dont Gwynfor Evans (1912-2005) devient président. Créations de The Welsh National Opera et de The National Youth Orchestra
- 1947 : Tenue du premier Eisteddfod musical international à Llangollen. Création de Urdd Sianad Cymraeg (The League for Speaking Welsh) pour la promotion de la langue galloise
- 1949 : Le gallois est autorisé pour la célébration des mariages civils, mais les actes officiels doivent toujours être rédigés en anglais. Création du Welsh Republican Movement à Cardiff
- 1951 : Création du Minister for Welsh Affairs dont sir David Maxwell Fyfe est le premier titulaire
- 1955 : La ville de Cardiff (Caerdydd) est choisie comme capitale.

## L'autonomie
- 1956 : une pétition de 250 000 signatures réclamant un Parlement gallois est remise à la Chambre des communes, sans suite
- 1957 : le Minister for Welsh Affairs est renommé Minister of State for Welsh Affairs, lord Brecon en a la charge
- 1958 : création de la Yr Academi Gymreig
- 1959 : reconnaissance officielle par la reine Élisabeth II du drapeau de pays de Galles, un dragon rouge sur fond vert et blanc ; l’initiative revient au Gorsedd Beirdd Ynis Prydain (Ordre des Bardes de l’île de Bretagne).
- 1960 : création du Welsh Grand Committee. Une délégation de 80 membres du Byddin Rhyddid Cymru (Free Wales Army) parade dans les rues de Dublin, à l’invitation de l’Armée républicaine irlandaise (IRA)
- 1961 : pendant l'eisteddfod de Rhosllanerchrugog, création de la Celtic League ; la population est estimée à plus de 2 600 000 habitants (dont 26 % de locuteurs gallois)
- 1962 : création de Cymdeithas yr Iaith Gymraeg (« Société de la langue galloise »).
- 1964 : création du Welsh Economic Planning Board.
- 1966 : création du Welsh Economic Council. Gwynfor Evans est le premier député du Plaid Cymru à sièger à Westminster, il représente Carmarthen
- 1967 : création de Undeb Y Gymraeg Fyw (Union du gallois vivant) et de Merched Wawr (Femmes de l’Aurore). 27 juillet, promulgation du Deddf Iaith Gymraeg  (Welsh Language Act - loi sur la langue galloise) qui autorise l’utilisation de la langue galloise, conjointement avec l’anglais, dans les affaires judiciaires ; cette loi est applicable au pays de Galles et dans le Monmouthshire (sera abrogé et remplacé en 1993)
- 1968 : La commission Kilbrandon (initialement nommée Crowther) est chargée par Londres d’étudier le statut de l’Écosse et du pays de Galles, au sein de la Grande-Bretagne
- 1969 : signalisation bilingue. Le prince Charles devient Prince de Galles lors d'une cérémonie au château de Caernarvon
- 1973 : le rapport Kilbrandon propose une assemblée élue pour le pays de Galles (même proposition pour l’Écosse)
- 1976 : le Welsh Development Agency est chargé du développement de nouvelles industries et de l’élimination des déchets. Ouverture du Welsh Regional Office of the European Community
- 1979 : premier référendum portant sur l'institution d'un Parlement gallois : les Gallois rejettent à une écrasante majorité la proposition de Devolution (transfert de pouvoirs du gouvernement central à une Assemblée régionale), 12 % pour et 47 % contre
- 1982 : création de S4C (Sianel 4 Cymru) première chaîne de télévision qui diffuse les programmes en langue galloise, sous l'impulsion de Gwynfor Evans. Création de The Union of Welsh Writers

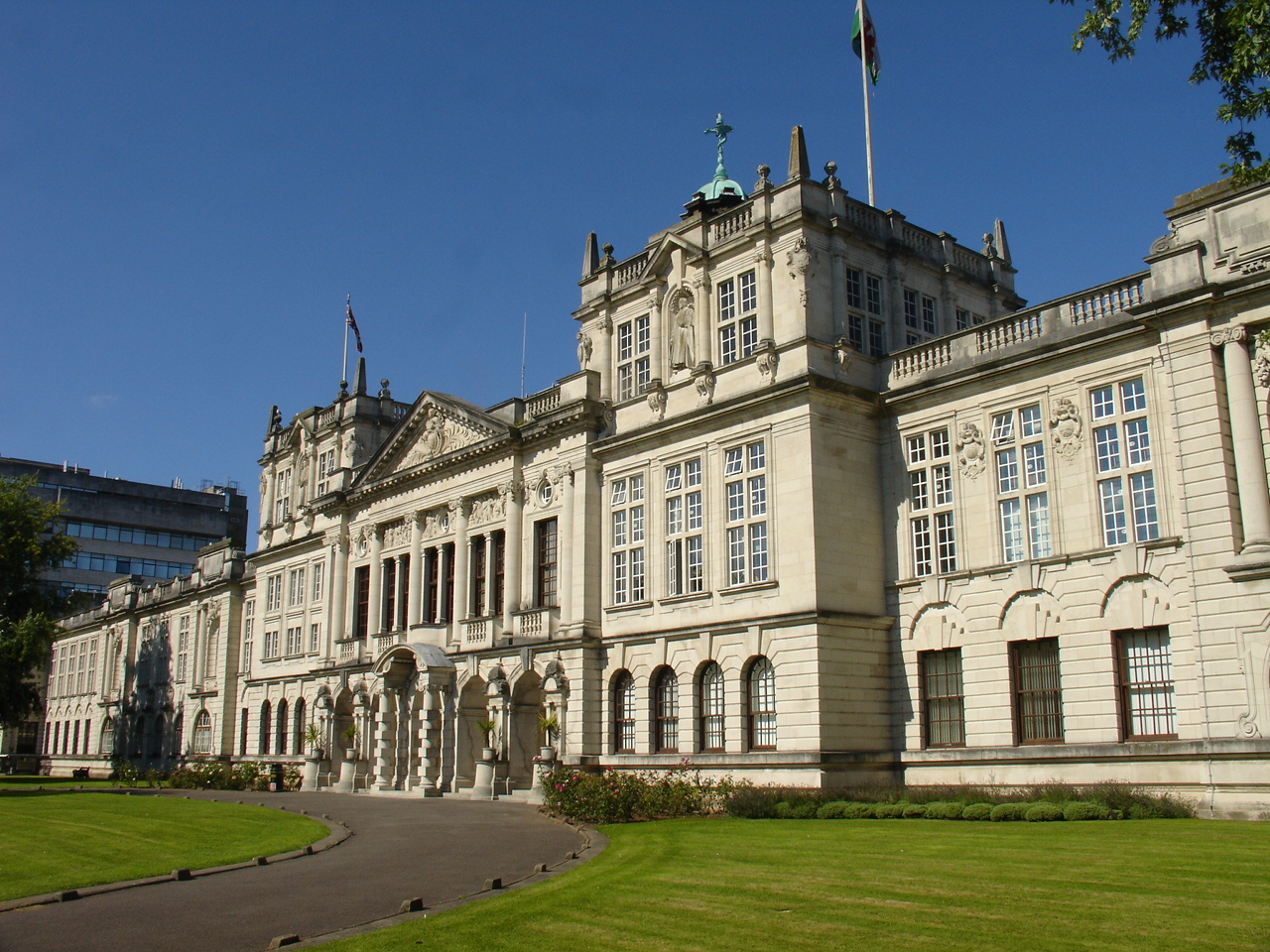
L’Université de Cardiff.

- 1983 : création de l'Université du pays de Galles à Cardiff, par la fusion du University College et de l'Institute of Science and Technology
- 1984 : création du Cadw dont le siège est à Cardiff, c'est l'agence exécutive pour la gestion des monuments historiques du pays de Galles
- 1985 : création du Centre for Advanced Welsh and Celtic Studies à Aberystwyth
- 1987 : les  députés du Plaid Cymru et du Scottish National Party  forment un groupe commun à Westminster
- 1988 : l’Education Reform Act britannique a pour conséquence, au pays de Galles, de rendre l'enseignement de la langue galloise obligatoire
- 1991 : selon un sondage, 38 % des Gallois se prononcent pour la création d’une assemblée élue, sans pouvoir législatif ; la population est estimée à plus de 2 800 000 habitants (dont 18,7 % de locuteurs gallois)
- 1992 : Ouverture à Bruxelles d'un Wales European Centre
- 1993 : Deddf Iaith Gymraeg (Welsh Language Act  - loi sur la langue galloise) abroge et remplace la loi de 1967 : la place du gallois est renforcée dans les institutions et les administrations sont tenues de pouvoir offrir leurs services dans les deux langues ; cette loi entraîne la création du Welsh Language Board. Le BBC Welsh Symphony Orchestra change de nom et s'appelle désormais le BBC National Orchestra of Wales
- 1994 : Local Governement Wales Act, nouvelle réforme administrative qui remplace les comtés et districts de 1974 par 22 unitary authorities, elle n'est effective qu'en 1996
- 1995 : un sondage révèle que 67 % des Gallois sont pour un accroissement des pouvoirs de la région. Sortie du film de Christopher Monger L'Anglais qui gravit une colline mais descendit une montagne (The Englishman Who Went Up A Hill But Came Down A Mountain), tiré d’une légende galloise et localisée à Ffynnon Garw
- 1996 : 1er avril, mise en place des unitary authorities, nouvelles unités administratives ; la population est estimée à plus de 2 900 000 habitants
- 1997 : Tony Blair, nouveau Premier ministre britannique favorable à la décentralisation, relance l'idée d'un Parlement régional, soutenu par le Plaid Cymru. Le 18 septembre Les Gallois votent pour la dévolution de pouvoirs à leur Assemblée : l’Assemblée nationale du pays de Galles (Cynulliad Cenedlaethol Cymru en gallois, Welsh Assembly en anglais) - courte majorité de 50,3 %)
- 1999 : le 6 mai, premières élections de 60 représentants à l'Assemblée galloise : sont élus 28 députés Travaillistes, 17 Plaid Cymru, 9 Conservateurs, et 6 Libéraux-Démocrates
- 2003 : l’Assemblée Nationale du pays de Galles est le premier parlement au monde à respecter une exacte parité hommes et femmes. Le parti travailliste obtient la majorité des sièges, le Plaid Cymru est dans l’opposition
- 2008 : août, le pays de Galles est l’invité d'honneur du festival interceltique de Lorient

### Sources et bibliographie
- Christian Y. M. Kerboul, Les Royaumes brittoniques au très Haut Moyen Âge, Éditions du Pontig/Coop Breizh, Sautron/Spézet, 1997,  (ISBN 2-9510310-3-3) &  (ISBN 2-84346-030-1)
- Myles Dillon, Nora K. Chadwick, Christian-Joseph Guyonvarc'h et Françoise Le Roux, Les Royaumes celtiques, Éditions Armeline, Crozon, 2001,  (ISBN 2-910878-13-9)
- Hervé Abalain, Le Pays de Galles, identité, modernité, Éditions Armeline, Crozon, 2000,  (ISBN 2-910878-07-4)